# San Jeronimito
San Jeronimito är en ort i Mexiko.   Den ligger i kommunen Petatlán och delstaten Guerrero, i den södra delen av landet, 300 km sydväst om huvudstaden Mexico City. San Jeronimito ligger 32 meter över havet och antalet invånare är 6 385.
Terrängen runt San Jeronimito är platt söderut, men norrut är den kuperad. Runt San Jeronimito är det glesbefolkat, med 19 invånare per kvadratkilometer. Närmaste större samhälle är Petatlán, 8,8 km öster om San Jeronimito. Omgivningarna runt San Jeronimito är en mosaik av jordbruksmark och naturlig växtlighet.